# 최춘황
최춘황(崔春晃, 1939년~?)은 조선민주주의인민공화국의 정치인이다. 최고인민회의 제11기 대의원과 조선로동당 중앙위 부부장을 지냈다.